# Alstroemeria modesta
Alstroemeria modesta es una especie fanerógama, herbácea, perenne y rizomatosa perteneciente a la familia de las alstroemeriáceas. Es originaria del norte de Chile. Es un geófito tuberoso y crece principalmente en el bioma subtropical.

## Taxonomía
Alstroemeria modesta fue descrita por  Rodolfo Amando Philippi, y publicado por primera vez en los Anales de la Universidad de Chile (93: 161) en 1896. Algunas referencias le consideran sinonimia de Alstroemeria schizanthoides.
Etimología
Alstroemeria: nombre genérico que fue nombrado en honor del botánico sueco barón Clas Alströmer (Claus von Alstroemer) por su amigo Carlos Linneo. 
modesta: epíteto latín que implica sin presunción.